# فرد كيتشام
فرد كيتشام (بالإنجليزية: Fred Ketcham)‏ هو لاعب كرة قاعدة أمريكي، ولد في 27 يوليو 1875 في إلميرا في الولايات المتحدة، وتوفي في 12 مارس 1908 في كورتلاند في الولايات المتحدة.

## وصلات خارجية
- فرد كيتشام على موقعبيزبول رفرنس.كوم (الدوري الرئيسي) (الإنجليزية)
- فرد كيتشام على موقعبيزبول رفرنس.كوم (الدوري الثانوي) (الإنجليزية)